# Червоное (Дергачёвский район)
Черво́ное (укр. Червоне), село,
Солоницевский поселковый совет,
Дергачёвский район,
Харьковская область.

## Географическое положение
Село Червоное находится на правом берегу реки Уды, выше по течению примыкает к селу Басы (присоединено к пгт Солоницевка), на противоположном берегу реки — пгт Солоницевка, в селе есть железнодорожная станция Шпаковка.

## История
Присоединено к пгт Солоницевка в ? году.